# Газові гнізда
Газові гнізда (газові кишені, каверни, англ. gas nest, нім. Gasansammlung f) — передбачувані скупчення газу в сильно тріщинуватих частинах вугільного пласта, в місцях перем'ятого або перетертого в результаті тектонічних процесів вугілля.